# 天主教瓦希古亞教區
天主教瓦希古亞教區（拉丁語：Dioecesis Uahiguyaensis）是布基納法索一個羅馬天主教教區，屬瓦杜加古總教區。
教區成立於1958年6月23日，2004年有教友99,186人（佔轄區總人口7.9%）、十個堂區、卅九名司鐸。現任教區主教為猶思定·基安特加。